# Existir
Existir (z por.: istnieć) – drugi album studyjny portugalskiego zespołu Madredeus. Został po raz pierwszy wydany w 1990 roku przez Blue Note Records.

## Lista utworów
1. Matinal – 3:24
2. O Pastor – 3:42
3. O Navio – 3:36
4. Tardes de Bolonha – 3:05
5. O Ladráo – 2:50
6. Confissao – 2:48
7. O Pomar das Laranjeiras – 4:20
8. Cuidado – 4:12
9. As Ilhas Dos Acores – 5:04
10. O Menino – 3:56
11. Solsticio – 4:14
12. A Vontade de Mudar – 2:19